# Willie D
Willie D (nome artístico de William James Dennis, Houston, Texas, EUA, 1 de novembro de 1966) é um rapper norte-americano que ganhou fama como o líder do grupo pioneiro de rap de Houston, Geto Boys. Apesar de sua reputação por ser um artista hardcore que escreve letras provocativas, Willie D é conhecido por seu trabalho diligente na comunidade e muitas de suas canções contém mensagens positivas. Ele é frequentemente chamado para falar em universidades, escolas secundárias e instalações para jovens.
Um atleta talentoso, Willie tomou o boxe com onze anos de idade. Willie era tão bom no boxe que em 1985, ele se tornou Campeão das Luvas de Ouro pelo Estado do Texas. Com um campeonato sob seu cinturão parecia que Willie estava em seu caminho para se tornar um lutador profissional, mas, felizmente para seus fãs, o destino interveio. Como qualquer outro adolescente crescendo nos anos 1980, Willie foi cativado pelo rap. Um ávido fã de música rap, ele escutava intensivamente para a música e voltou sua atenção em se tornar um MC.
Logo Willie D estava ganhando uma reputação na cidade como um MC feroz. Não demorou até que J Prince, fundador da Rap-A-Lot Records, se interessou pelo rapper. Na época Prince estava procurando renovar o agora lendário Geto Boys, e sabia que Willie D seria um fator chave no sucesso do grupo. Uma vez que Willie D estava a bordo, Bushwick Bill e Scarface foram adicionados para completar o grupo.
Willie D escreve semanalmente uma coluna política para a Vice Magazine, uma revista Canadense e conglomerado de mídia focada em artes e cultura internacionais.

## Discografia
| Ano  | Álbum                                                                       | Melhores posições nas paradas | Melhores posições nas paradas |
| Ano  | Álbum                                                                       | U.S.                          | U.S. R&B                      |
| ---- | --------------------------------------------------------------------------- | ----------------------------- | ----------------------------- |
| 1989 | Controversy - Released: December 21, 1989 - Label: Rap-a-Lot                | –                             | 53                            |
| 1992 | I'm Goin' Out Lika Soldier - Released: September 8, 1992 - Label: Rap-a-Lot | 88                            | 27                            |
| 1994 | Play Witcha Mama - Released: October 25, 1994 - Label: Wrap / Ichiban       | –                             | 31                            |
| 2000 | Loved by Few, Hated by Many - Released: October 24, 2000 - Label: Rap-a-Lot | 124                           | 25                            |
| 2001 | Relentless - Released: July 10, 2001 - Label: Relentless                    | –                             | –                             |
| 2003 | Unbreakable - Released: February 11, 2003 - Label: Relentless               | –                             | –                             |
| 2012 | Hoodiez - Released: April 11, 2012 - Label: Rap-A-Lot Records               | –                             | –                             |

### Singles nas paradas
- 1992: "Clean Up Man"

| Parada                | Posição |
| --------------------- | ------- |
| Hot R&B/Hip-Hop Songs | # 51    |
| Hot Rap Singles       | # 6     |

- 2002: "Dear God"

| Parada                | Posição |
| --------------------- | ------- |
| Hot R&B/Hip-Hop Songs | # 78    |
| Hot Rap Singles       | # 4     |